# Schizostachyum atrocingulare
Schizostachyum atrocingulare är en gräsart som beskrevs av Elizabeth A. Widjaja. Schizostachyum atrocingulare ingår i släktet Schizostachyum och familjen gräs. Inga underarter finns listade i Catalogue of Life.